# Seriphus politus
Seriphus · Courbine reine, Tambour royal
Genre
Espèce
Statut de conservation UICN

 LC  : Préoccupation mineure
Seriphus politus, la Courbine reine ou le Tambour royal, unique représentant du genre Seriphus, est une espèce de poissons marins de la famille des Sciaenidae.

## Répartition
Seriphus politus est originaire de l'est de l'océan Pacifique, où il est présent le long de la côte nord-américaine, de l'Oregon à la Basse-Californie ; il a été signalé aussi loin au nord de la Colombie-Britannique,. Son centre de répartition est la Southern California Bight. 

## Description

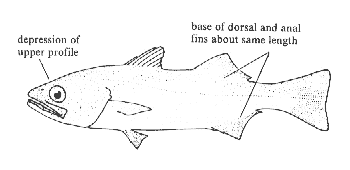
Caractéristiques distinctives.

Cette espèce mesure jusqu'à 30 cm de long. Il a un corps allongé et comprimé. Il est de couleur bleu-gris à beige avec un ventre argenté brillant et une ligne horizontale sombre sur toute la longueur du corps. La nageoire pectorale est foncée et les autres nageoires sont jaunâtres. La bouche contient une ou deux rangées de dents pointues.

## Biologie
Ce poisson marin est présent dans les eaux côtières, telles que les baies et les marécages, et se déplace la nuit vers les eaux plus profondes.
Il se nourrit d'invertébrés marins et de petits poissons. Il mange des crustacés planctoniques comme les copépodes lorsqu'il est juvénile. Les adultes se nourrissent également d'anchois de Californie (Engraulis mordax).
Cette espèce forme des bancs. C'est la proie de nombreux types de poissons plus gros, comme le Serran des algues (Paralabrax clathratus).

## Conservation
Peu d'informations sur la population de cette espèce sont disponibles, mais elle n'est pas considérée comme menacée.
Il s'agit d'une prise de pêche sportive courante sur les quais de pêche du sud de la Californie.

## Classification
Le nom valide complet (avec auteur) de ce taxon est Seriphus politus Ayres, 1860,.
Ce taxon porte en français les noms vernaculaires ou normalisés suivants : Courbine Reine,, Tambour royal.

### Étymologie
Le nom générique, Seriphus, n'a pas ni étymologie avérée, ni étymologie évidente. Jordan et Evermann en 1896 proposent trois explications possibles mais aucune ne semble convaincante, ainsi Seriphus ferait référence :
1. à Sérifos, une île grecque de la mer Égée ;
2. à un petit insecte ailé (et dériverait du grec ancien serphos ou seriphos) ;
3. à une sorte d'absinthe, proche de Seriphium Linnaeus 1753, un genre d'asters.

L'épithète spécifique, du latin politus, « poli, lisse », n'a pas non plus d'explication avérée mais pourrait faire référence aux côtés et au ventre argentés de ce poisson.

### Publication originale
- (en) Ayres, « Dr. Ayres read the following descriptions », Proceedings of the California Academy of Science, États-Unis, vol. 2,‎ 5 novembre 1860, p. 77-81 (lire en ligne, consulté le 5 mai 2024).